# Músculo depresor del ángulo de la boca
El músculo depresor del ángulo de la boca (Musculus depressor anguli oris) (Músculo triangular de los labios) está ubicado en la línea oblicua de la mandíbula; es un músculo ancho y delgado, triangular, de base inferior.
Se inserta por abajo en el tercio interno de la línea oblicua de la mandíbula; por arriba, en los tegumentos de las comisuras labiales. Es irrigado por la arteria facial e inervado por las ramas mandibulares del nervio facial.
La función principal de este músculo es desplazar hacia abajo la comisura, produciendo la depresión de los bordes de los labios.